# Bananas (film)
Bananas är en amerikansk komedifilm från 1971 i regi av Woody Allen. I huvudrollerna ses Allen, Louise Lasser och Carlos Montalban.

## Handling
Filmen handlar om en tafatt och tafflig New York-bo som, efter att ha blivit dumpad av sin aktivistiska flickvän, reser till en liten latinamerikansk nation och blir involverad i deras rebelluppror.

## Om filmen
Filmen spelades in i New York, Lima och Puerto Rico. Den fick positiv kritik vid premiären och placerade sig på plats 69 på AFI's 100 Years...100 Laughs år 2000.

## Rollista i urval
- Woody Allen - Fielding Mellish
- Louise Lasser - Nancy
- Carlos Montalban - General Emilio Molina Vargas
- Natividad Abascal - Yolanda
- Jacobo Morales - Esposito
- Miguel Ángel Suárez - Luis
- David Ortiz - Sanchez
- René Enríquez - Diaz
- Jack Axelrod - Arroyo
- Howard Cosell - sig själv
- Roger Grimsby - sig själv
- Don Dunphy - sig själv
- Charlotte Rae - Mrs. Mellish
- Stanley Ackerman - Dr. Mellish
- Dan Frazer - Präst
- Dorothi Fox - J. Edgar Hoover